# Riserva naturale Giumenta-San Salvatore
La Riserva naturale Giumenta-San Salvatore è una Riserva naturale biogenetica Italiana situata nel nord della regione Calabria.
La riserva è situata nel Sud-est della provincia di Cosenza più precisamente nel comune di Bocchigliero.
La riserva è attraversata da piccoli corsi d'acqua affluenti del Trionto sfociante nello Ionio.

## Flora
I tipici alberi che comunemente si possono trovare nella Riserva naturale Giumenta-San Salvatore sono il Faggio, il Pioppo tremulo, Ontano e soprattutto Pino laricio che è il più presente tra gli alberi della riserva naturale.

## Fauna
La fauna locale è ricca di varie specie animali.
Tra i mammiferi si trova la Lepre, Scoiattolo, Gatto selvatico e Lupo mentre tra gli uccelli sono comuni nella zona lo sparviero, l'allocco, la civetta e la cornacchia grigia.